# Pionandra cylindrica
Pionandra cylindrica là loài thực vật có hoa trong họ Cà. Loài này được (Vell.) Miers miêu tả khoa học đầu tiên năm 1855.